# Franz von Miklosich

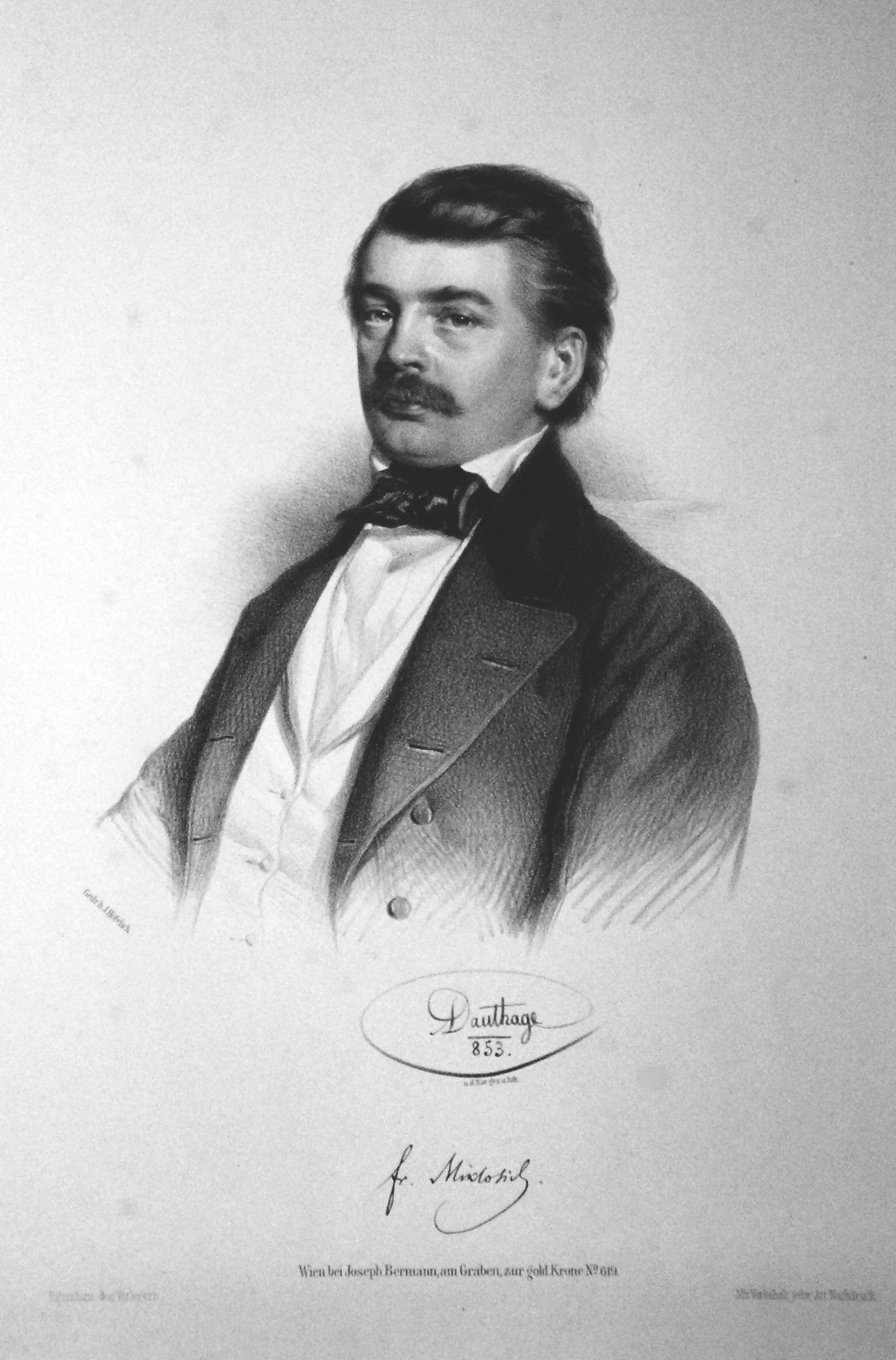
Franz von Miklosich, Lithographie von Adolf Dauthage, 1853

Franz Xaver Ritter von Miklosich, slowenisch Fran(c) Miklošič, (* 20. November 1813 in Pichelberg bei Luttenberg, im heute slowenischen Teil der Steiermark; † 7. März 1891 in Wien) war ein österreichischer Philologe slowenischer Volkszugehörigkeit. Er gilt als einer der Begründer der wissenschaftlichen Slawistik und als einer ihrer bedeutendsten Vertreter im 19. Jahrhundert.
Weiterhin gilt er zusammen mit Jernej Kopitar als einer der Wegbereiter der Balkanologie, da er einen Sprachbund der Region identifizierte.

## Leben
Miklosich, Sohn eines untersteirischen Weinbauern, studierte mit der Hilfe seines Onkels, eines Landpfarrers, nach dem Gymnasialbesuch in Warasdin (kroatisch: Varaždin) und Marburg a. d. Drau (Maribor) Philosophie an der Universität Graz und wurde ebenda 1838 zum Dr. phil. promoviert. 1841 erwarb er nach dem anschließenden Studium der Rechtswissenschaften an der Universität Wien auch den Grad eines Dr. jur. Nach der Supplierung der philosophischen Lehrkanzel in Graz bemühte er sich vergeblich um eine Habilitierung an der Universität Innsbruck, worauf er in mehreren Anwaltskanzleien tätig war.
Mit der Hilfe von Bartholomäus Jernej Kopitar, dem Zensor slawischer und griechischer Schriften an der Wiener k.k. Hofbibliothek, erhielt Miklosich 1844 dort eine Stelle als „Skriptor“ (Zensor), die er bis 1862 innehatte.

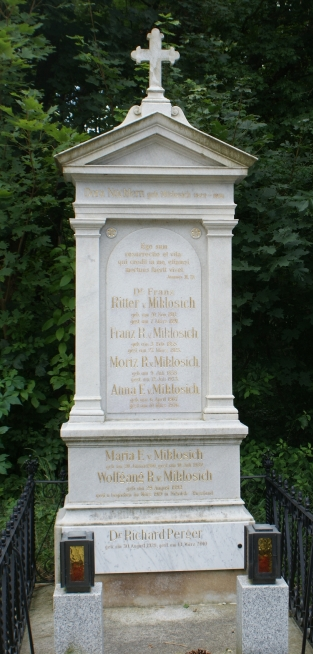
Grab auf dem Wiener Zentralfriedhof

Durch eine Rezension von Franz Bopps Vergleichender Grammatik, in welcher er slawische Sprachbeispiele ergänzte und damit die Notwendigkeit bewies, dass neben den verglichenen indogermanischen Sprachen Sanskrit bis Gotisch auch die Erforschung aller slawischen Sprachen notwendig sei, erregte Miklosich erstmals wissenschaftliche Aufmerksamkeit und begann somit seine slawistische Arbeit. Auf dem Reichstag von Kremsier, an dem er als slowenischer Abgeordneter teilnahm, war er dem Innenminister Graf Stadion durch seine besonnene Haltung aufgefallen, so dass dieser, der auch Bildungsminister war, an der Bestellung von Miklosich interessiert war, als an der Wiener Universität eine Lehrkanzel für Slawistik errichtet werden sollte. Als Miklosich aufgrund seiner 1845 in Leipzig erschienenen Arbeit über die Wurzeln slawischer Sprachen (Radices linguae slovenicae) trotz mangelnder Polnisch-Kenntnisse als geeignetster Kandidat eine Berufung auf den Slawistik-Lehrstuhl in Breslau erhalten sollte, wurde er 1849 zunächst als außerordentlicher, im Jahr darauf als ordentlicher Professor auf den neu geschaffenen Lehrstuhl für slawische Philologie an der Universität Wien berufen, den er bis 1886 innehatte. Zweimal war er Dekan der philosophischen Fakultät, 1853/54 auch Rektor der Wiener Universität. Er wurde im Jahr 1886 emeritiert.
Miklosich wurde in einem ehrenhalber gewidmeten Grab auf dem Wiener Zentralfriedhof (Gruppe 41B, Reihe G1, Nummer 25) beerdigt, wo später auch die Enkelin von Franz von Miklosich Dora Miklosich verehelichte Nüchtern ihre letzte Ruhe fand. Ihr Bruder Wolfgang von Miklosich (1893–1919), Lyriker und Musiker, wurde im Ersten Weltkrieg eingezogen und geriet 1915 in russische Gefangenschaft (Gefangenenlager Beresowka). 1919 aus der Gefangenschaft entlassen, starb Miklosich vor Antritt der Rückkehr in die Heimat an der Spanischen Grippe. Fünf seiner an Hedy Kempny aus der sibirischen Gefangenschaft gerichteten Gedichte wurden 2021 von Akos Banlaky vertont („13. Liedfantasie“ op. 69) und bei der Kempnyade 2021 uraufgeführt.

## Ehrungen

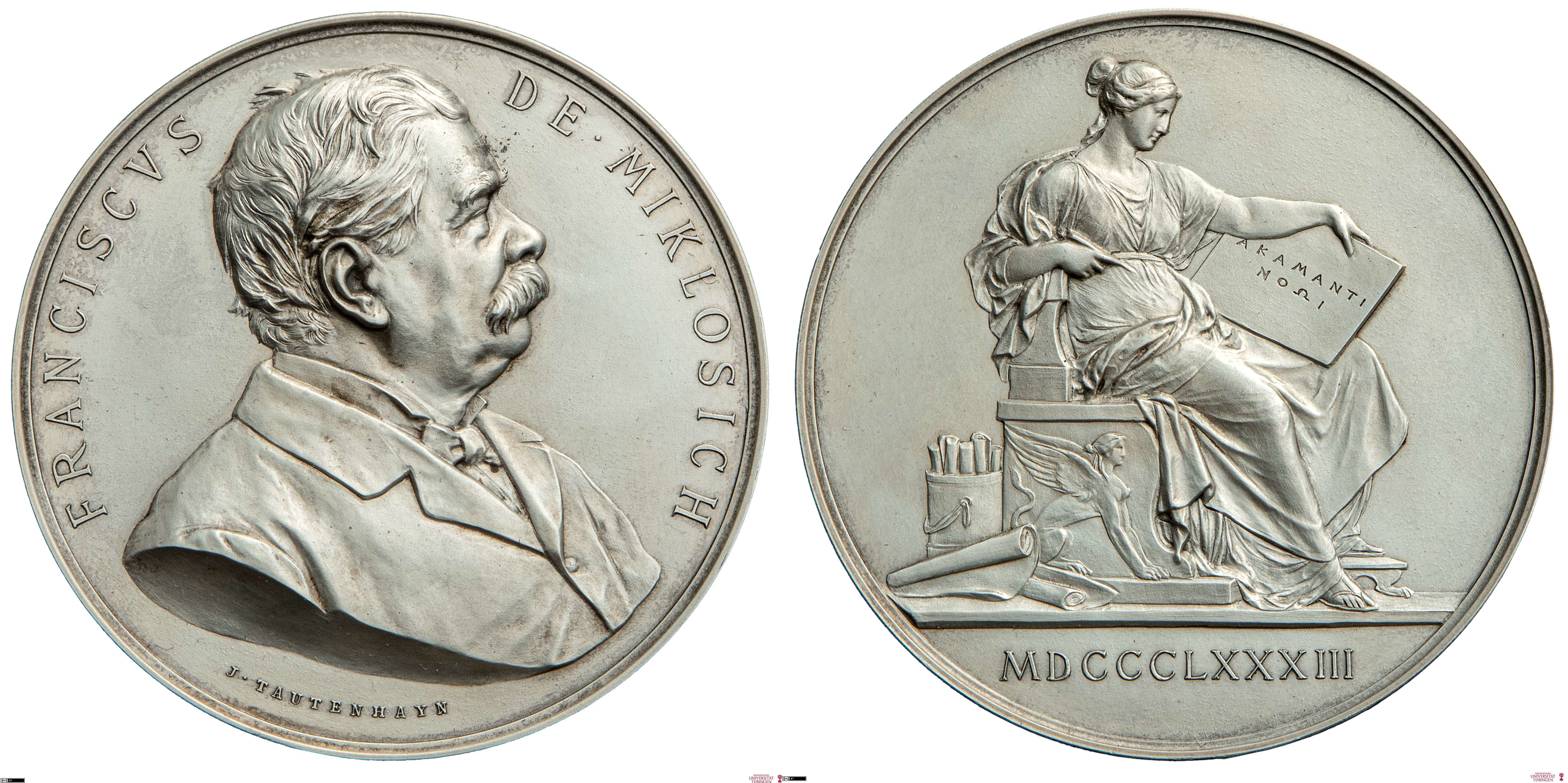
Medaille zu Ehren von Franz von Miklosich, 1883

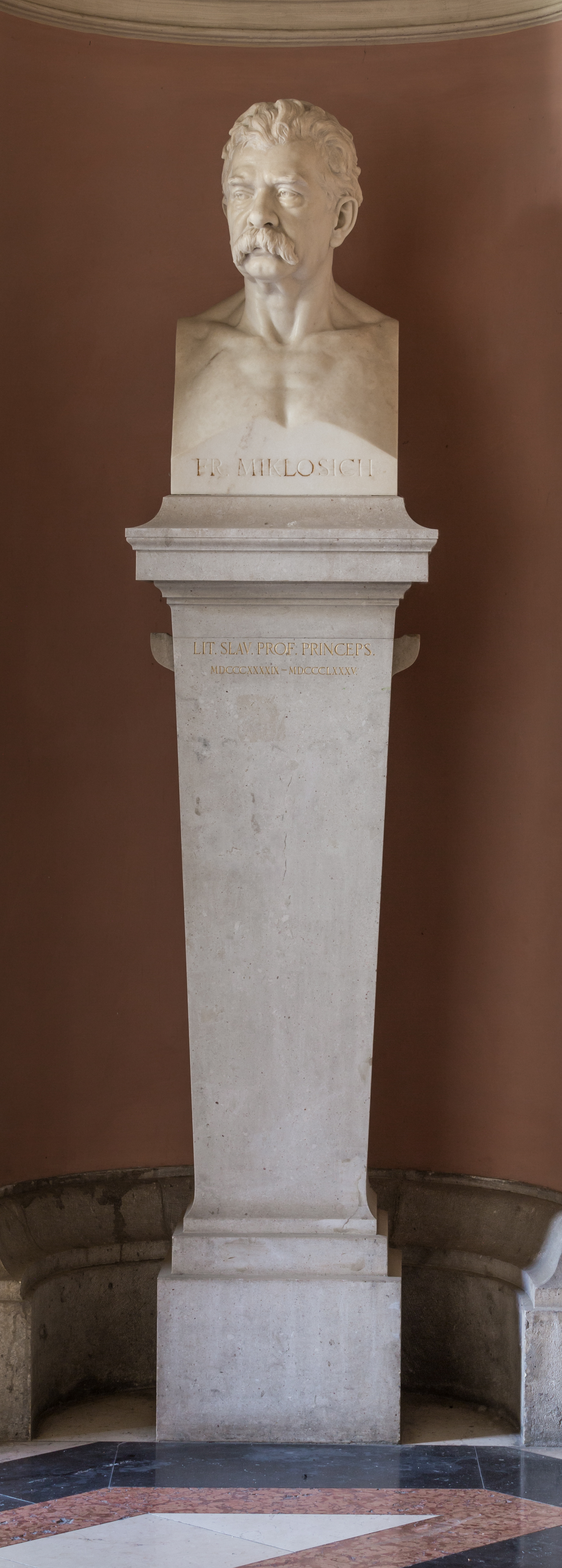
Büste im Arkadenhof der Universität Wien

- 1848 wurde Miklosich zum korrespondierenden und 1851 zum wirklichen Mitglied der Akademie der Wissenschaften in Wien gewählt und 1866 zum Sekretär von deren Philosophisch-historischer Klasse bestellt.[6]
- 1856 wurde er korrespondierendes Mitglied der Russischen Akademie der Wissenschaften in Sankt Petersburg.[7]
- 1862 wurde er zum Mitglied des Herrenhauses auf Lebenszeit ernannt und 1864 in Anerkennung seiner Verdienste durch Kaiser Franz Joseph I. in den Ritterstand erhoben. 1868 wurde er zum auswärtigen Mitglied der Göttinger Akademie der Wissenschaften gewählt.[8] 1889 wurde er Geheimer Rat und Hofrat.
- 1883 erhielt Miklosich anlässlich seines 70. Geburtstages eine Medaille, die die Österreichische Akademie der Wissenschaften beim Medailleur Josef Tautenhayn in Auftrag gegeben hatte.[9]
- 1888 wurde er zum auswärtigen Mitglied (associé étranger) der Académie des Inscriptions et Belles-Lettres gewählt.[10]
- 1954 wurde in Wien-Floridsdorf (21. Bezirk) die Miklosichgasse nach ihm benannt.

## Leistungen
Miklosichs slawistisches Werk ist außerordentlich vielfältig und umfangreich. Zentrale Arbeitsgebiete waren die vergleichende Grammatik der slawischen Sprachen, Etymologie der slawischen Sprachen sowie Lexikographie des Kirchenslawischen. Die im Rahmen dieser Interessen entstandenen Monographien sind auch für die aktuelle Slawistik von Interesse und Nutzen, obschon in manchen Aspekten überholt. Irrtümlich benannte er so zum Beispiel das Altkirchenslawische als „Altslowenisch“ und war mit Bartholomäus Kopitar der Meinung, dass das Altkirchenslawische nicht auf dem Balkan, sondern im östlichen slowenischen Sprachraum, also in Pannonien als „Altslowenisch“ entstanden sei. Bahnbrechend hingegen war Miklosich in der Erforschung von Lehnwörtern, sowie in der Personen- und Ortsnamenforschung.
Im Geiste eines Neueuropäismus mit seiner unbewussten Sehnsucht aller europäischen Völker nach einer gemeinsamen Sprache beschäftigte sich Miklosich jenseits der slawischen Sprachen auch mit den Wechselbeziehungen zwischen den slawischen Sprachen und den benachbarten nichtslawischen Sprachen wie dem Griechischen, Türkischen, Ungarischen und besonders dem Rumänischen und Albanischen, wodurch er auch zum Begründer der rumänischen und der albanischen Philologie wurde. Er verfasste aber auch umfangreiche Studien über Mundarten und Wanderungen der „Zigeuner“, und in einem zwölfbändigen Werk befasste er sich mit Kultur und Sprachen der Sinti und Roma.

## Veröffentlichungen
- Radices linguae Slovenicae. Veteris dialecti. Weidmannsche Buchhandlung, Lipsiae/Leipzig 1845 (archive.org).
Nachdruck: Verlag Mouton, Den Hagg u. a. 1970 (= Slavistic printings and reprintings 223)
- Vergleichende Formenlehre der slavischen Sprachen. 1856, S. 582.
- Die Wurzeln des Altslovenischen (= Denkschriften der Kaiserlichen Akademie der Wissenschaften, Philosophisch-Historische Klasse; 8,5) K. K. Hof- u. Staatsdr. Wien 1857 S. 154–179
- Lexicon linguae Slovenicae. Veteris dialecti. Vindobonae 1850 (archive.org).;
Nachdruck: Trofenik, München 1970
Erweiterte Neuauflage unter dem Titel: Lexicon Palaeoslovenico-Graeco-Latinum. Emandatum auctum. Guilelmus Braumueller, Vindobonae 1865, S. 1171 (archive.org).
 Neudruck: Scientia-Verlag, Aalen 1963
- Lautlehre der altslovenischen Sprache. Beck, Wien 1850
- Lehre von der Conjugation im Altslovenischen (= Denkschriften der Kaiserlichen Akademie der Wissenschaften, Philosophisch-Historische Classe; 1,1,5) K.k. Hof- und Staatsdruckerei Wien 1850 S. 167–206
- Formenlehre der altslovenischen Sprache 2. Aufl. Braumüller, Wien 1854
- Die Sprache der Bulgaren in Siebenbürgen. (=  Denkschriften der Kaiserlichen Akademie der Wissenschaften, Philosophisch-Historische Classe; 7,1,2) K.-k. Hof- und Staatsdr. Wien 1856 S. 105–146
- Die Bildung der Nomina im Altslovenischen (= Denkschriften der Kaiserlichen Akademie der Wissenschaften, Philosophisch-Historische Klasse 9,4, 1850 -) K. K. Hof- u. Staatsdruckerei Wien 1859, S. 135–232
- Zum Glagolita Clozianus (= Denkschriften der philosophisch-historischen Classe der Kaiserlichen Akademie der Wissenschaften 10.) K. K. Hof- u. Staatsdruckerei, Wien 1860 S. 195–214
 Reprint: Trofenik, München 1983
- Die slavischen Elemente im Rumunischen (= Denkschriften der Kaiserlichen Akademie der Wissenschaften, Philosophisch-Historische Klasse; 12,1) K. K. Hof- u. Staatsdruckerei, Wien 1862
- Die nominale Zusammensetzung im Serbischen (= Denkschriften der Kaiserlichen Akademie der Wissenschaften, Philosophisch-Historische Klasse; 13,1,1) K. K. Hof- u. Staatsdruckerei, Wien 1864
- Denkschriften der Kaiserlichen Akademie der Wissenschaften. Philosophisch-Historische Classe. Band XXIV. Kaiserlich-Königlichen Hof- und Staatsdruckerei, Gerold, Wien 1860, Die Bildung der slavischen Personennamen (google.de).
Neudruck: Die Bildung der slavischen Personen- und Ortsnamen. Drei Abhandlungen. Aus: Denkschriften der Akademie der Wissenschaften zu Wien, Philosophisch-Historische Klasse 1860/1874 (= Sammlung slavischer Lehr- und Handbücher 3. Reihe, Texte und Untersuchungen 5) Verlag Winter, Heidelberg 1927
- Die Rusalien. Ein Beitrag zur slavischen Mythologie. (= Sitzungsberichte der Kais. Akademie der Wissenschaften in Wien, Philosophisch-Historische Classe 46) K. K. Hof- u. Staatsdruckerei, Wien 1864
- Die Bildung der Ortsnamen aus Personennamen im Slavischen. Wien 1864 (archive.org).
- Die Verba impersonalia im Slavischen (= Denkschriften der Kaiserlichen Akademie der Wissenschaften, Philosophisch-Historische Klasse; 14,4) K. K. Hof- u. Staatsdruckerei, Wien 1865 S. 199–244
- Die Fremdwörter in den slavischen Sprachen (=  Denkschriften der Kaiserlichen Akademie der Wissenschaften, Philosophisch-Historische Klasse; 15,1,2) K. K. Hof- u. Staatsdruckerei, Wien 1867 S. 73–140
- Der präpositionslose Local in den slavischen Sprachen (= Sitzungsberichte der Philosophisch-Historischen Classe der Kaiserlichen Akademie der Wissenschaften 57.1867) Gerold, Wien 1868
- Die slavischen Monatsnamen. Gerold, Wien 1867 (archive.org). und in: Denkschriften der Kaiserlichen Akademie der Wissenschaften, Philosophisch-Historische Klasse 17,1,1, K. K. Hof- u. Staatsdruckerei, Wien 1868
- Accusativus cum Infinitivo Sitzungsberichte der Philosophisch-Historischen Klasse der Kaiserlichen Akademie der Wissenschaften Wien 1868
- Die Negation in den slavischen Sprachen (= Denkschriften der Kaiserlichen Akademie der Wissenschaften, Philosophisch-Historische Klasse; 18,5) K. K. Hof- u. Staatsdruckerei, Wien 1869 S. 335–367
- Über die Genetivendung go in der pronominalen Declination der slavischen Sprachen (=Sitzungsberichte der Kais. Akademie der Wissenschaften in Wien, Philosophisch-Historische Classe; 62,2,1) K. k. Hof- u. Staatsdr., Wien 1869 S. 48–52
- Beiträge zur Kenntnis der slavischen Volkspoesie. (= Denkschriften der Kaiserlichen Akademie der Wissenschaften, Philosophisch-Historische Klasse. 1850 –) Band 1. Die Volksepik der Kroaten. K. K. Hof- u. Staatsdruckerei, Wien 1870
- Die slavischen Elemente im Neugriechischen (= Sitzungsberichte der Kais. Akademie der Wissenschaften in Wien, Philosophisch-Historische Classe 63,3,4) K. k. Hof- u. Staatsdr., Wien 1870 S. 529–566
- Über die zusammengesetzte Declination in den slavischen Sprachen (Sitzungsberichte der Kais. Akademie der Wissenschaften in Wien, Philosophisch-Historische Classe 68,2,1) Gerold, Wien 1871 S. 133–156
- Albanische Forschungen, 3 Bände
 1. Die slavischen Elemente im Albanischen. 1870
 2. Die romanischen Elemente im Albanischen. 1871
 3. Die Form entlehnter Verba im Albanischen. 1871
(= Denkschriften der Kaiserlichen Akademie der Wissenschaften, Philosophisch-Historische Klasse) K. K. Hof- u. Staatsdruckerei, Wien 1870–1871
Neuausgabe: Ismajli, Rexhep (Hrsg.): Franc Miklošič: Gjurmime shqiptare. Albanische Forschungen  (=   Botime të veçanta / Akademia e Shkencave dhe e Arteve e Kosovës  81 und Botime të veçanta : Seksioni i gjuhësisë dhe i letërsisë / Akademija Nauka i Umetnosti Kosova, Priština, 36 und Dela / Slovenska Akademija Znanosti in Umetnosti, Ljubljana / Razred za Filološke in Literarne Vede 63) Verlag Akademia e Shkencave dhe e Arteve e Kosovës u. a., Prishtinë u. a. 2007, ISBN 978-9951-413-56-5 (albanisch und deutsch)
- Die slavischen Elemente im Magyarischen (Denkschriften der Kaiserlichen Akademie der Wissenschaften, Philosophisch-Historische Klasse; 21,1,1) Gerold, Wien 1872;
2. Aufl. besorgt und eingeleitet von L. Wagner, Verlag Prochaska, Wien u. a. 1884
- Die slavischen Ortsnamen aus Appellativen 2 Bände (=Denkschriften der Kaiserlichen Akademie der Wissenschaften, Philosophisch-Historische Klasse. 1850 -) Sonderdruck. Gerold, Wien 1872–1874
- Altslovenische Formenlehre in Paradigmen mit Texten aus glagolitischen Quellen, Braumüller, Wien 1874
- Das Imperfect in den slavischen Sprachen (= Sitzungsberichte der Kais. Akademie der Wissenschaften in Wien, Philosophisch-Historische Classe; 77,1,1) Gerold, Wien 1874, S. 5–30
- Über den Ursprung einiger Casus der pronominalen Declination. (= Sitzungsberichte der Philosophisch-Historischen Klasse der Kaiserlichen Akademie der Wissenschaften 78,1,3) Gerold, Wien 1874 S. 143–152
- Die christliche Terminologie der slavischen Sprachen. Eine sprachgeschichtliche Untersuchung (= Sitzungsberichte der Philosophisch-Historischen Klasse der Kaiserlichen Akademie der Wissenschaften 24-27)Gerold, Wien 1874–1876
- Beiträge zur altslovenischen Grammatik, Sitzungsberichte der Kais. Akademie der Wissenschaften in Wien, Philosophisch-Historische Klasse 81,1,2 Gerold Wien 1875, und 1876 S. 81–136
- Vergleichende Wortbildungslehre der slavischen Sprachen 2. Ausg., Braumüller, Wien 1876
- Über den Ursprung der Worte von der Form aslov. trǎt (=  Denkschriften der Philosophisch-Historischen Classe der Kaiserlichen Akademie der Wissenschaften 27) Gerold, Wien 1877
- Über den Ursprung der Worte von der Form aslov. trêt und trat (= Denkschriften der Kaiserlichen Akademie der Wissenschaften Philosophisch-Historische Classe; 28,1,1) Gerold, Wien 1878
- Über die Steigerung und Dehnung der Vocale in den slavischen Sprachen (Denkschriften der Kaiserlichen Akademie der Wissenschaften Philosophisch-Historische Classe; 28,1,2) Gerold, Wien 1878 S. 53–96
- Altslovenische Lautlehre. W. Braumüller, Wien 1878 (archive.org).
- Vergleichende Lautlehre der slavischen Sprachen 2. Ausg. Braumüller, Wien 1879
- Über die langen Vocale in den slavischen Sprachen (= Denkschriften der Kaiserlichen Akademie der Wissenschaften Philosophisch-Historische Classe; 29,1,2) Gerold. Wien 1879 S. 75–140
- Vergleichende Grammatik der slavischen Sprachen. 4 Bände, Braumüller, Wien 1879–1883
 Vergleichende Grammatik der slavischen Sprachen. Band 1. Wien 1879, S. 596 (archive.org).
Vergleichende Grammatik der slavischen Sprachen. Band 2. Wien 1875, S. 504 (archive.org).
Vergleichende Grammatik der slavischen Sprachen. Band 3. Wien 1876, S. 550 (archive.org).
Vergleichende Grammatik der slavischen Sprachen. Band 4. Wien 1874, S. 894 (archive.org).
Reprint bzw. Neudruck: Verlag Winter, Heidelberg 1973, ISBN 3-7648-0507-2 (= Sammlung slavischer Lehr- und Handbücher 1909 ff. 1. Reihe, Grammatiken 5)
- mit Emil Kałužniacki: Über die Wanderungen der Rumunen in den dalmatinischen Alpen und Karpaten  (= Denkschriften der Kaiserlichen Akademie der Wissenschaften Philosophisch-Historische Classe; 30,1) Gerold, Wien 1880
- Rumunische Untersuchungen Band I. Istro- und macedo-rumunische Sprachdenkmäler. A. Istro-rumunische Sprachdenkmäler. B. Macedo-rumunische Sprachdenkmäler.  (=  Denkschriften der Kaiserlichen Akademie der Wissenschaften, Philosophisch-Historische Klasse) Gerold, Wien 1882
- Die serbischen Dynasten Crnojević. Ein Beitrag zur Geschichte von Montenegro  (= Sitzungsberichte der philosophisch-historischen Classe der kaiserlichen Akademie der Wissenschaften 112,2) Gerold, Wien 1886 S. 29–92
- Etymologisches Wörterbuch der slavischen Sprachen mit Berücksichtigung der anderen indogermanischen Sprachen und Dialekte; mit Nachträgen und einem Index der Wörter, die nicht als Schlagwörter auftreten. Braumüller, Wien 1886 (archive.org).
Neudruck Amsterdam Philo Press, Amsterdam 1970
- Über die Mundarten und die Wanderungen der Zigeuner Europa’s. 12 Bände, (Denkschriften der Kaiserlichen Akademie der Wissenschaften, Philosophisch-Historische Classe) K. Gerold’s Sohn, Wien 1872–1880.
 Band 1. Die slavischen Elemente in den Mundarten der Zigeuner. 1872
Band 2. Beiträge zur Grammatik und zum Lexicon der Zigeunermundarten. 1873
Band 3. 2.Theil. Die Wanderungen der Zigeuner. 1874
Band 4. Märchen und Lieder der Zigeuner der Bukowina. 1. Theil. 1874
Band 5. Märchen und Lieder der Zigeuner der Bukowina. 2. Theil. 1876
 Band 6. Beiträge zur Kenntnis der Mundart der Zigeuner in Galizien, in Sirmien und in Serbien. Mit einem Anhange über den Ursprung des Namens „Zigeuner“. 1877
 Band 7. Vergleichung der Zigeunermundarten. 1. Theil. 1877
Band 8. Vergleichung der Zigeunermundarten. 2. Theil. 1878
Band 9. Lautlehre der Zigeunermundarten. 1880
 Band 10. Stammbildungslehre der Zigeunermundarten. 1880
 Band 11. Wortbildungslehre der Zigeunermundarten. 1881
 Band 12. Syntax der Zigeunermundarten. 1881
- Beiträge zur Kenntniss der Zigeunermundarten , 4 Bände (= Sitzungsberichte der Kais. Akademie der Wissenschaften in Wien, Philosophisch-Historische Classe 1874–1878)
 1. Die ältesten Denkmäler der Zigeunersprache. 1875
 2. Die Aspiraten der Zigeunermundarten. 1875
 3. Zigeunerische Elemente in der Gaunersprache Europa’s. 1875
 4. Proben von Zigeunermundarten. 1875
 Verlag Kaiserl. Akad. d. Wiss., Wien 1874
 Reprint: Zentralantiquariat der DDR, Leipzig 1984
- Beiträge zur Lautlehre der rumunischen Dialekte 5 Bände
1. Vocalismus. 1. 1881
2.Vocalismus 2. 1882
3. Vocalismus 3. Consonantismus. 1. 1882
4. Consonantismus. 2. 1882
5. Lautgruppen. 1883
 (= Sitzungsberichte der philosophisch-historischen Classe der Kaiserlichen Akademie der Wissenschaften 1848 –) Gerold, Wien 1881–1883
- Beiträge zur Lautlehre der rumänischen Dialekte. C. Gerold, Wien 1881
- Subjectlose Sätze  =  überarb. Fassung v.: Die verba impersonalia in den slav. Sprachen (= Denkschriften d. Phil.-hist. Cl. d. kais. Akad. d. Wiss. Bd. 14) Braumüller, Wien 1883
- Geschichte der Lautbezeichnungen im Bulgarischen (= Denkschriften der Kaiserlichen Akademie der Wissenschaften Philosophisch-Historische Classe; 34,1,2) Gerold, Wien 1884 S. 97–142
- Über Fremdwörter. Archiv für slavische Philologie 11 (1886) Berlin
- Über Goethe’s „Klaggesang von der edlen Frauen des Asan Aga“. Geschichte des Originaltextes und der Übersetzungen. (Sitzungsberichte der philosophisch-historischen Classe der kaiserlichen Akademie der Wissenschaften 103,2; 103.9) Gerold, Wien 1883 S. 413–489
- Die türkischen Elemente in den südost- und osteuropäischen Sprachen (Griechisch, Albanisch, Rumunisch, Bulgarisch, Serbisch, Kleinrussisch, Großrussisch, Polnisch), 2 Bände und 2 Nachträge (= Denkschriften der Kaiserlichen Akademie der Wissenschaften, Philosophisch-Historische Classe. 1850) Tempsky, Wien 1884–1890
- Dictionaire abrégé de six langues slaves (russe, vieux-slave, bulgare, serbe, tchèque et polonais) ainsi que francais et allemand , M. O. Wolff, St. Petersburg und Moskau und Braumüller, Wien
- Die slavischen, magyarischen und rumunischen Elemente im türkischen Sprachschatze. (Sitzungsberichte der philosophisch-historischen Classe der kaiserlichen Akademie der Wissenschaften 118,5) Tempsky, Wien 1889
- Über die Einwirkungen des Türkischen auf die Grammatik der südosteuropäischen Sprachen (= Sitzungsberichte der philosophisch-historischen Classe der kaiserlichen Akademie der Wissenschaften; 120,1) Tempsky, Wien 1889
- Die Blutrache bei den Slaven (= Denkschriften der Kaiserlichen Akademie der Wissenschaften Philosophisch-Historische Classe; 36,1,3) Tempsky, Wien 1888
- Die Darstellung im slavischen Volksepos (Denkschriften der Kaiserlichen Akademie der Wissenschaften, Philosophisch-Historische Classe 38,3) Tempsky, Wien 1890

Editionen
- Apostolus e codice monasterii Šišatovac Palaeo-Slovenice. Braumüller, Wien 1853.
- Monumenta linguae palaeoslovenicae e Codice Suprasliensi. Braumüller, Wien 1851.
- Evangelium Matthaei Palaeoslovenice. E codicibus edidit, Beck, Wien 1856
- Monumenta Serbica Spectantia Historiam Serbiae, Bosniae, Ragusii. Braumüller, Viennae/Wien 1858 (archive.org).
Reprint in Editiones monumentorum slavicorum veteris dialecti, Akad. Druck- und Verlags-Anstalt, Graz 1964
- Vita Sancti Methodii. Russico-Slovenice et Latine Braumüller, Wien 1870
- Sextus Aurelius Propertius: Elegiae. Neun Elegien des Propertius. Verlag Holzhausen, Wien 1914
- Barth. Kopitars kleinere Schriften sprachwissenschaftlichen, geschichtlichen, ethnographischen und rechtshistorischen Inhalts Beck, Wien 1857
- mit Joseph Müller: Acta et diplomata Graeca Medii Aevi, sacra et profana et edita, 6 Bände 1860–1890,
Reprint: Spanos Ed., Athen 1996